# 미하일롭스키성

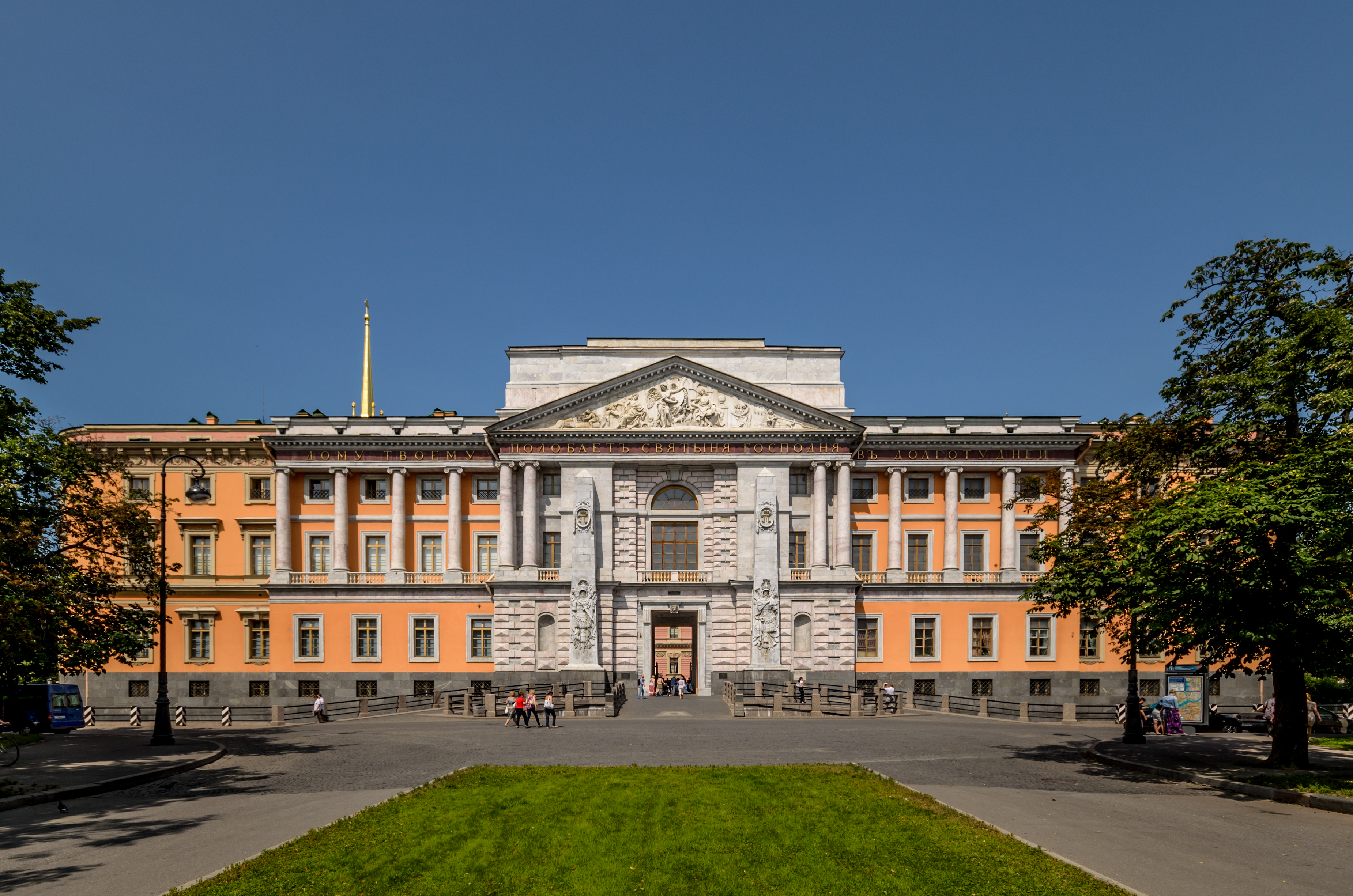
미하일롭스키 성 (남동쪽)

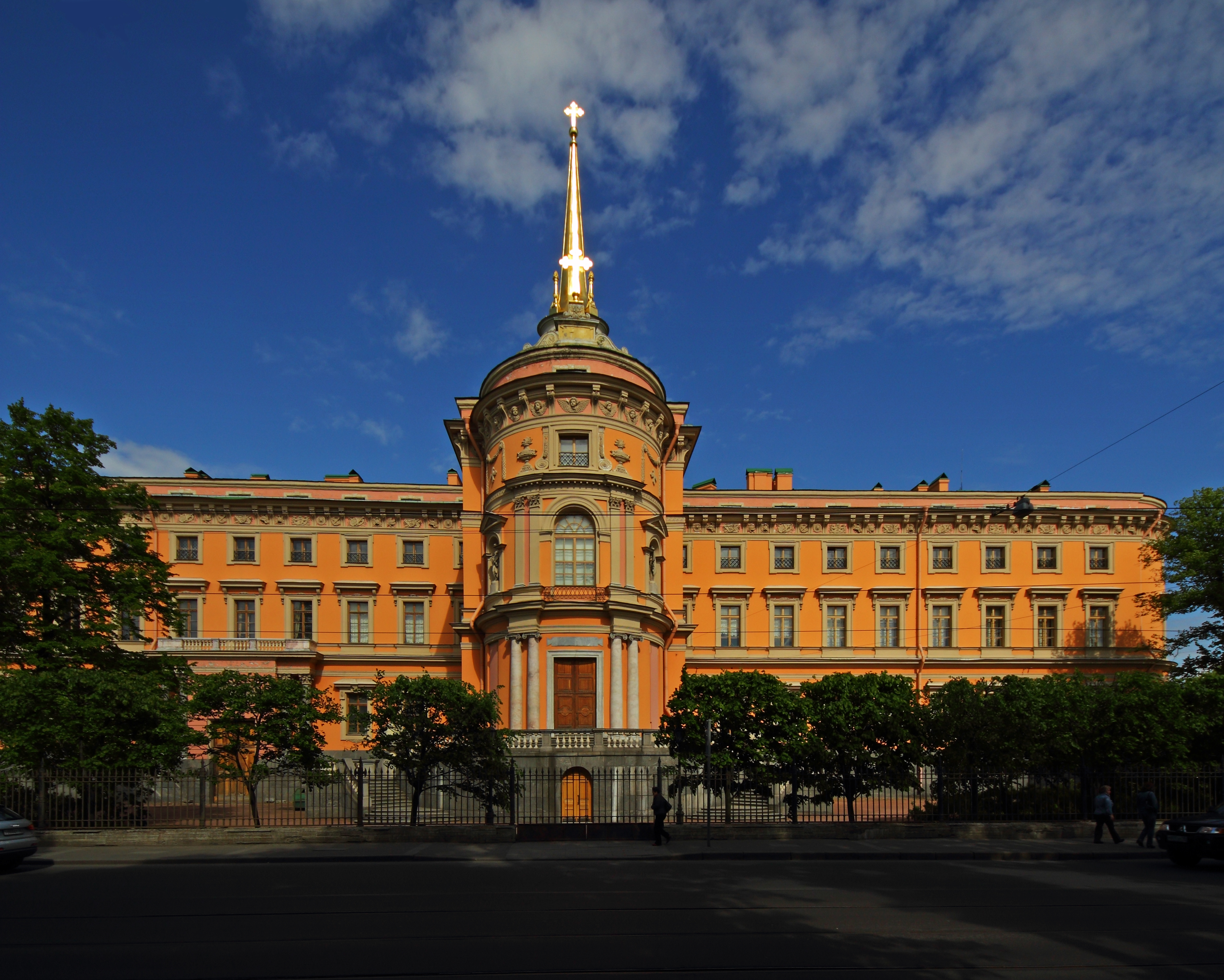
미하일롭스키 성 (서쪽)

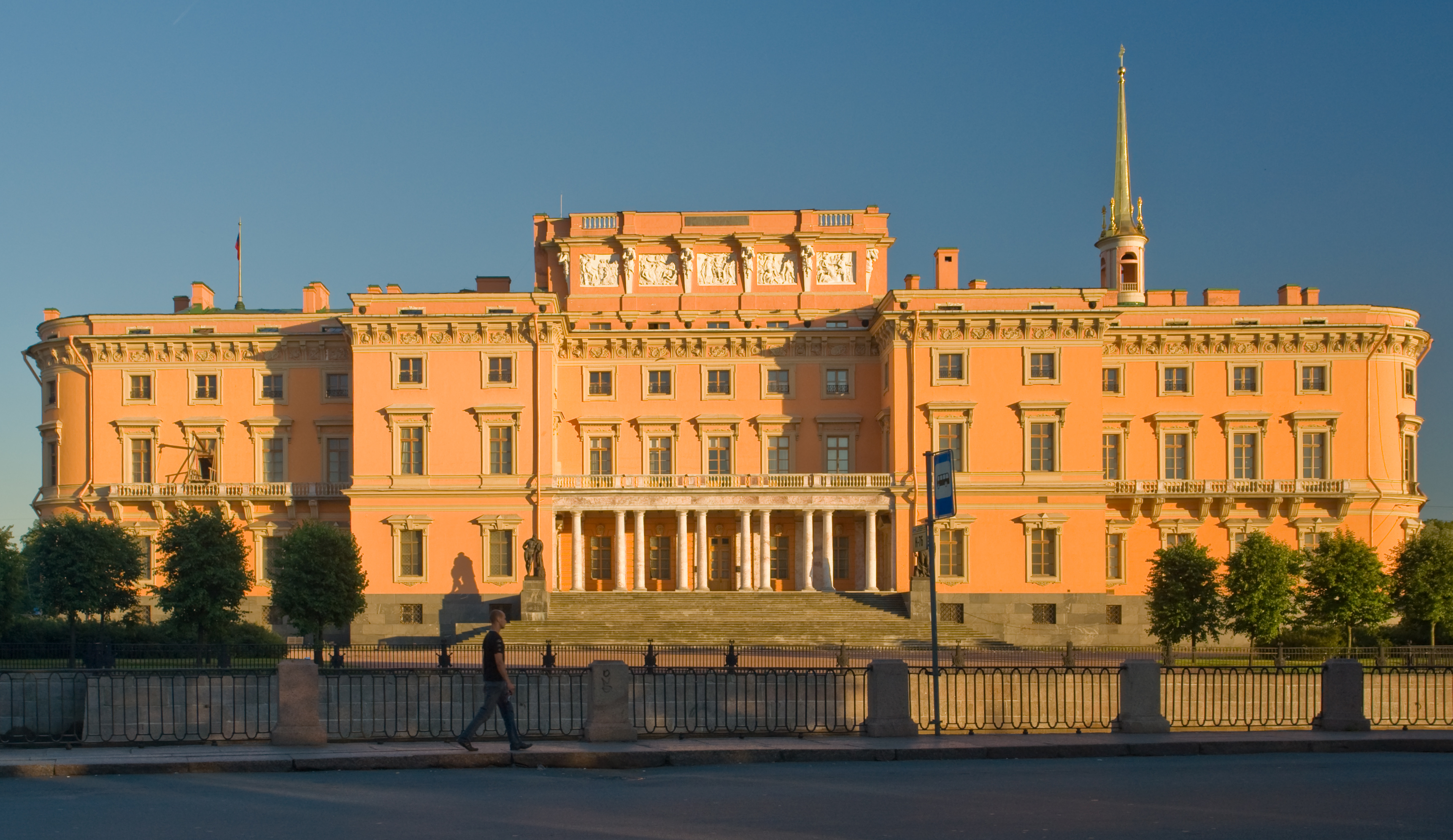
미하일롭스키 성 (북쪽)

미하일롭스키성(러시아어: Миха́йловский за́мок)은 러시아 상트페테르부르크에 있는 성이다. 인제네르니 성(러시아어: Инженерный замок→엔지니어의 성)이라는 애칭이 있다. 파벨 1세 및 왕실 일가의 거주지로 1791년부터 1801년까지 건축가 빈첸초 브레나와 바실리 바제노프의 주도로 건설되었으며, 이름은 왕실의 수호성인인 성 미카엘에서 유래하였다.

## 역사
1990년대 초부터 미하일롭스키 성은 러시아 미술관의 분관으로 사용되고 있다. 현재는 초상화 갤러리로 러시아 제국의 황제, 황후의 공식 초상화 등이 전시되고 있다.